# Pierre Janssen

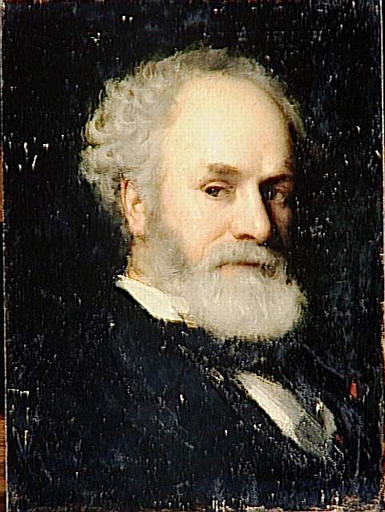
Portretul lui Jules Janssen de Jean-Jacques Henner

Pierre Jules César Janssen, uneori Jules Janssen, (n. 22 februarie 1824, Paris, Franța – d. 23 decembrie 1907, Meudon, Seine-et-Oise, Franța) a fost un astronom francez.

## Biografie
Un accident survenit în tinerețe i-a creat dificultăți mari de mers, fapt ce l-a întârziat în completarea studiilor. A studiat matematica și fizica la Universitatea din Paris.
Premiul Jules-Janssen a fost instituit în onoarea astronomului francez, în 1897.